# Lye
Lye ist eine Gemeinde mit 757 Einwohnern (Stand: 1. Januar 2022) im französischen Département Indre in der Region Centre-Val de Loire. Sie gehört zum Kanton Valençay im Arrondissement Châteauroux. Die Einwohner werden Ligiens genannt.

## Geographie
Die Gemeinde Lye liegt etwa 50 Kilometer nordnordwestlich von Châteauroux und wird vom Fluss Modon und seinem Zufluss Traîne Feuilles durchquert.
Sie grenzt im Norden und Nordwesten an Couffy, im Norden und Osten an Meusnes, im Osten und Südosten an Fontguenand, im Süden und Südwesten an Villentrois sowie im Westen an Châteauvieux.

## Bevölkerungsentwicklung
| Jahr                       | 1962 | 1968 | 1975 | 1982 | 1990 | 1999 | 2006 | 2017 |
| -------------------------- | ---- | ---- | ---- | ---- | ---- | ---- | ---- | ---- |
| Einwohner                  | 1078 | 997  | 924  | 932  | 850  | 802  | 833  | 740  |
| Quellen: Cassini und INSEE |      |      |      |      |      |      |      |      |

## Sehenswürdigkeiten
- Kirche Notre-Dame, seit 1952/1998 Monument historique

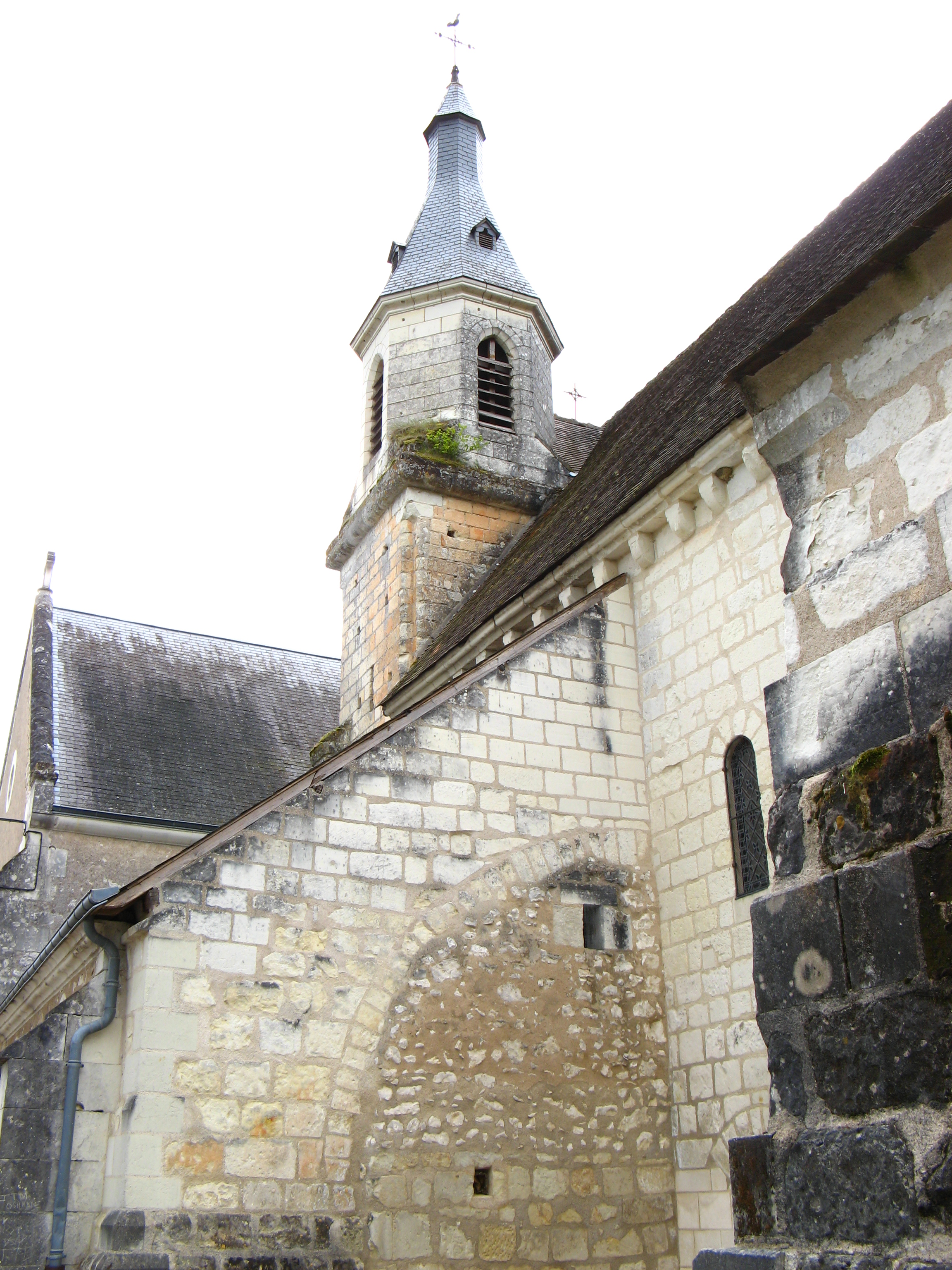
Kirche Notre-Dame

- Schloss Saray